# Onthophagus ventralis
Onthophagus ventralis är en skalbaggsart som beskrevs av Lansberge 1883. Onthophagus ventralis ingår i släktet Onthophagus och familjen bladhorningar. Inga underarter finns listade i Catalogue of Life.